# British Academy Film Awards 1957
Die 10. Verleihung der British Academy Film Awards zeichnete die besten Filme von 1956 aus. Die Filmpreise wurden von der British Academy of Film and Television Arts (BAFTA) in 24 Kategorien verliehen.
| Film                                       | N | A |
| ------------------------------------------ | - | - |
| Marsch durch die Hölle                     | 5 | 2 |
| Allen Gewalten zum Trotz                   | 5 | 1 |
| Gervaise                                   | 4 | 2 |
| Baby Doll – Begehre nicht des anderen Weib | 4 | 1 |
| Der Mann, den es nie gab                   | 4 | 1 |
| Picknick                                   | 4 | 0 |
| Panzerschiff Graf Spee                     | 3 | 0 |
| Umfange mich, Nacht                        | 3 | 0 |
| Das Lächeln einer Sommernacht              | 2 | 0 |
| … denn sie wissen nicht, was sie tun       | 2 | 0 |
| Der Abtrünnige                             | 2 | 0 |
| Der Mann mit dem goldenen Arm              | 2 | 0 |
| Immer Ärger mit Harry                      | 2 | 0 |
| Krieg und Frieden                          | 2 | 0 |
| Schwere Jungs – leichte Mädchen            | 2 | 0 |
| Under the Same Sky                         | 2 | 0 |

## Preisträger und Nominierungen

### Bester Film
Gervaise – Regie: René Clément
Der Abtrünnige (Le Défroqué) – Regie: Léo Joannon
Allen Gewalten zum Trotz (Reach for the Sky) – Regie: Lewis Gilbert
Baby Doll – Begehre nicht des anderen Weib (Baby Doll) – Regie: Elia Kazan
… denn sie wissen nicht, was sie tun (Rebel Without a Cause) – Regie: Nicholas Ray
Freunde fürs Leben (Amici per la pelle) – Regie: Franco Rossi
Die Grille (Poprygunya) – Regie: Samson Samsonow
Immer Ärger mit Harry (The Trouble with Harry) – Regie: Alfred Hitchcock
Krieg und Frieden (War and Peace) – Regie: King Vidor
Das Lächeln einer Sommernacht (Sommarnattens leende) – Regie: Ingmar Bergman
Der Mann, den es nie gab (The Man Who Never Was) – Regie: Ronald Neame
Der Mann mit dem goldenen Arm (The Man with the Golden Arm) – Regie: Otto Preminger
Marsch durch die Hölle (A Town Like Alice) – Regie: Jack Lee
Panzerschiff Graf Spee (The Battle of the River Plate) – Regie: Michael Powell, Emeric Pressburger
Picknick (Picnic) – Regie: Joshua Logan
Die Rechnung ging nicht auf (The Killing) – Regie: Stanley Kubrick
Der Schatten  (Cień) – Regie: Jerzy Kawalerowicz
Schwere Jungs – leichte Mädchen (Guys and Dolls) – Regie: Joseph L. Mankiewicz
Umfange mich, Nacht (Yield to the Night) – Regie: J. Lee Thompson

### Bester britischer Film
Allen Gewalten zum Trotz (Reach for the Sky) – Regie: Lewis Gilbert
Der Mann, den es nie gab (The Man Who Never Was) – Regie: Ronald Neame
Marsch durch die Hölle (A Town Like Alice) – Regie: Jack Lee
Panzerschiff Graf Spee (The Battle of the River Plate) – Regie: Michael Powell, Emeric Pressburger
Umfange mich, Nacht (Yield to the Night) – Regie: J. Lee Thompson

### United Nations Award
TKX antwortet nicht (Si tous les gars du monde) – Regie: Christian-Jaque
In geheimer Mission (The Great Locomotive Chase) – Regie: Francis D. Lyon
Pacific Destiny – Regie: Wolf Rilla
To Your Health – Regie: Unbekannt
Under the Same Sky – Regie: Unbekannt

### Bester ausländischer Darsteller
François Périer – Gervaise
Gunnar Björnstrand – Das Lächeln einer Sommernacht (Sommarnattens leende)
James Dean – … denn sie wissen nicht, was sie tun (Rebel Without a Cause)
Pierre Fresnay – Der Abtrünnige (Le Défroqué)
William Holden – Picknick (Picnic)
Karl Malden – Baby Doll – Begehre nicht des anderen Weib (Baby Doll)
Frank Sinatra – Der Mann mit dem goldenen Arm (The Man with the Golden Arm)
Spencer Tracy – Der Berg der Versuchung (The Mountain)

### Beste ausländische Darstellerin
Anna Magnani – Die tätowierte Rose (The Rose Tattoo)
Carroll Baker – Baby Doll – Begehre nicht des anderen Weib (Baby Doll)
Eva Dahlbeck – Das Lächeln einer Sommernacht (Sommarnattens leende)
Ava Gardner – Knotenpunkt Bhowani (Bhowani Junction)
Susan Hayward – Und morgen werd’ ich weinen (I'll Cry Tomorrow)
Kim Novak – Picknick (Picnic)
Shirley MacLaine – Immer Ärger mit Harry (The Trouble with Harry)
Maria Schell – Gervaise
Jean Simmons – Schwere Jungs – leichte Mädchen (Guys and Dolls)

### Bester britischer Darsteller
Peter Finch – Marsch durch die Hölle (A Town Like Alice)
Jack Hawkins – Der lange Arm (The Long Arm)
Kenneth More – Allen Gewalten zum Trotz (Reach for the Sky)

### Beste britische Darstellerin
Virginia McKenna – Marsch durch die Hölle (A Town Like Alice)
Dorothy Alison – Allen Gewalten zum Trotz (Reach for the Sky)
Audrey Hepburn – Krieg und Frieden (War and Peace)

### Bester/beste Nachwuchsdarsteller/-in
Eli Wallach –  Baby Doll – Begehre nicht des anderen Weib (Baby Doll)
Stephen Boyd – Der Mann, den es nie gab (The Man Who Never Was)
Don Murray – Bus Stop
Susan Strasberg – Picknick (Picnic)
Elizabeth Wilson – Morgen trifft es dich (Patterns)

### Bestes britisches Drehbuch
Nigel Balchin – Der Mann, den es nie gab (The Man Who Never Was)
John Boulting, Frank Harvey – Der beste Mann beim Militär (Private’s Progress)
John Cresswell, Joan Henry – Umfange mich, Nacht (Yield to the Night)
Lewis Gilbert – Allen Gewalten zum Trotz (Reach for the Sky)
Sidney Gilliat, Frank Launder – Der grüne Mann (The Green Man)
Hubert Gregg, Vernon Harris – Drei Mann in einem Boot (Three Men in a Boat)
Anthony Kimmins, Moore Raymond – Smiley
W. P. Limpscomb, Richard Mason – Marsch durch die Hölle (A Town Like Alice)
Emeric Pressburger, Michael Powell – Panzerschiff Graf Spee (The Battle of the River Plate)

### Bester Dokumentarfilm
On the Bowery – Lionel Rogosin
Foothold on Antarctica – Derek Williams
Generator 4 – Unbekannt
Die schweigende Welt (Le monde du silence) – Jacques-Yves Cousteau, Louis Malle
Under the Same Sky – Unbekannt

### Bester Animationsfilm
Gerald McBoing! Boing! on Planet Moo – Regie: Robert Cannon
Calling All Salesmen – Regie: Unbekannt
Christopher Crumpet's Playmate – Regie: Robert Cannon
The History of the Cinema – Regie: John Halas
The Invisible Moustache of Raoul Dufy – Regie: Aurelius Battaglia
Love and the Zeppelin – Regie: Unbekannt
Rythmetic – Regie: Norman McLaren / Evelyn Lambart